# Эль-Махмудия (Египет)
Эль-Махмудия (араб. المحمودية‎) — город на севере Египта, расположенный на территории мухафазы Бухейра.

## Географическое положение
Город находится на северо-востоке мухафазы, в западной части дельты Нила, на левом берегу Розеттского рукава, вблизи места впадения в него канала Махмудия, на расстоянии приблизительно 14 километров к северо-северо-востоку (NNE) от Даманхура, административного центра провинции. Абсолютная высота — 22 метра над уровнем моря.

## Демография
По данным переписи 2006 года численность населения Эль-Махмудии составляла 28 277 человека.
Динамика численности населения города по годам:
| 1996   | 2006   | 2018   |
| ------ | ------ | ------ |
| 21 850 | 28 277 | 30 325 |

## Транспорт
Ближайший гражданский аэропорт — Международный аэропорт Александрии.